# Altin Tepe

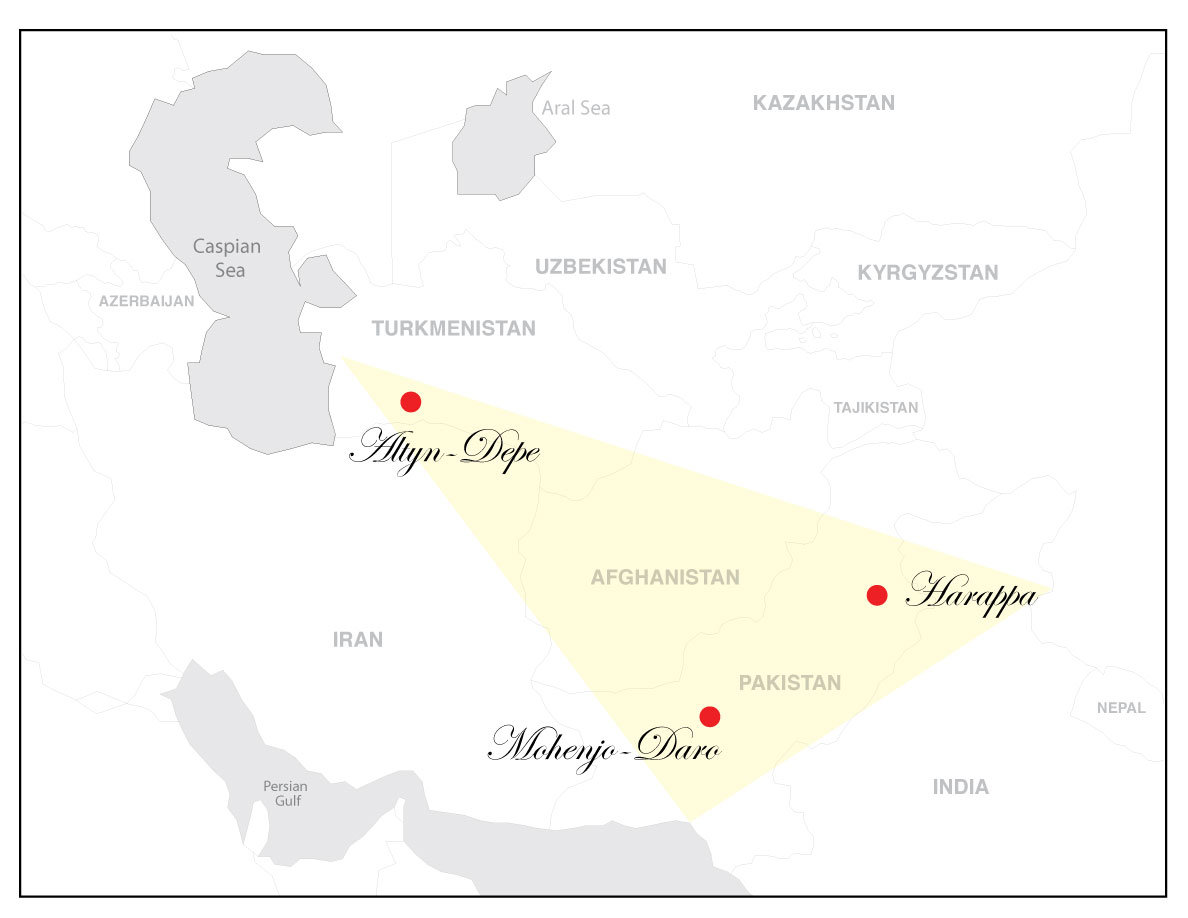
Posizione di Altyndepe sulla moderna mappa del Medio Oriente, anche altre culture eneolitiche (Harappa e Mohenjo-daro)

Altin Tepe, anche noto come Altyn-tepe o Altyndepe, (in turkmeno Алтын-Депе, che significa "collina dorata"), è un sito archeologico dell'età del bronzo parte del complesso archeologico battriano-margiano e fu abitato inizialmente dal al 3200 a.C. al 2400 a.C. circa ed è cronologicamente collocato nella cosiddetta "età della tarda regionalizzazione" e dal 2400 a.C. al 2000 a.C. circa nella cosiddetta "età dell'integrazione" come sito completamente urbano. Il sito si trova nell'attuale Turkmenistan, vicino ad Aşgabat.

## Scavi

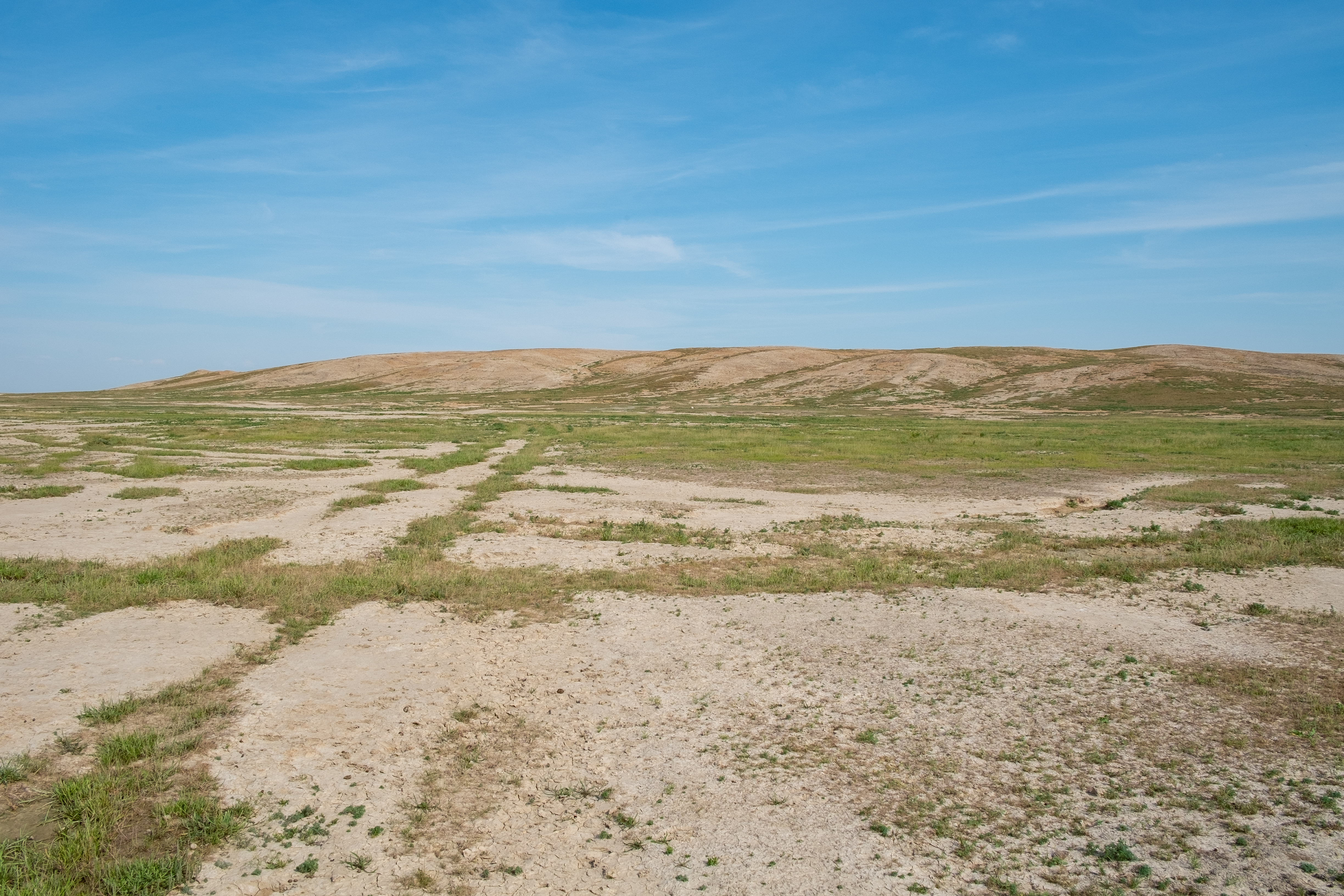
Altin Tepe, Turkmenistan

Gli scavi su larga scala ad Altin Tepe iniziarono nel 1965.
Durante il tardo periodo calcolitico Altin Tepe divenne un centro su larga scala con un'area di 25 ettari. Era circondato da un muro di adobe con torri di guardia rettangolari. Diversi alloggi sono stati scoperti. L'area denominata Scavo 9 era un quartiere abitato con diverse abitazioni, molte delle quali forse appartenenti a persone facoltose. Le case avevano cortili e le strade correvano tra di loro. Le persone venivano spesso sepolte all'interno delle case. Allo Scavo 5 e allo Scavo 10 sono state trovate altre due parti più grandi di alloggi. Quelli appartengono più probabilmente agli artigiani. Le case sono più piccole e non molto ben costruite.

## Ziggurat

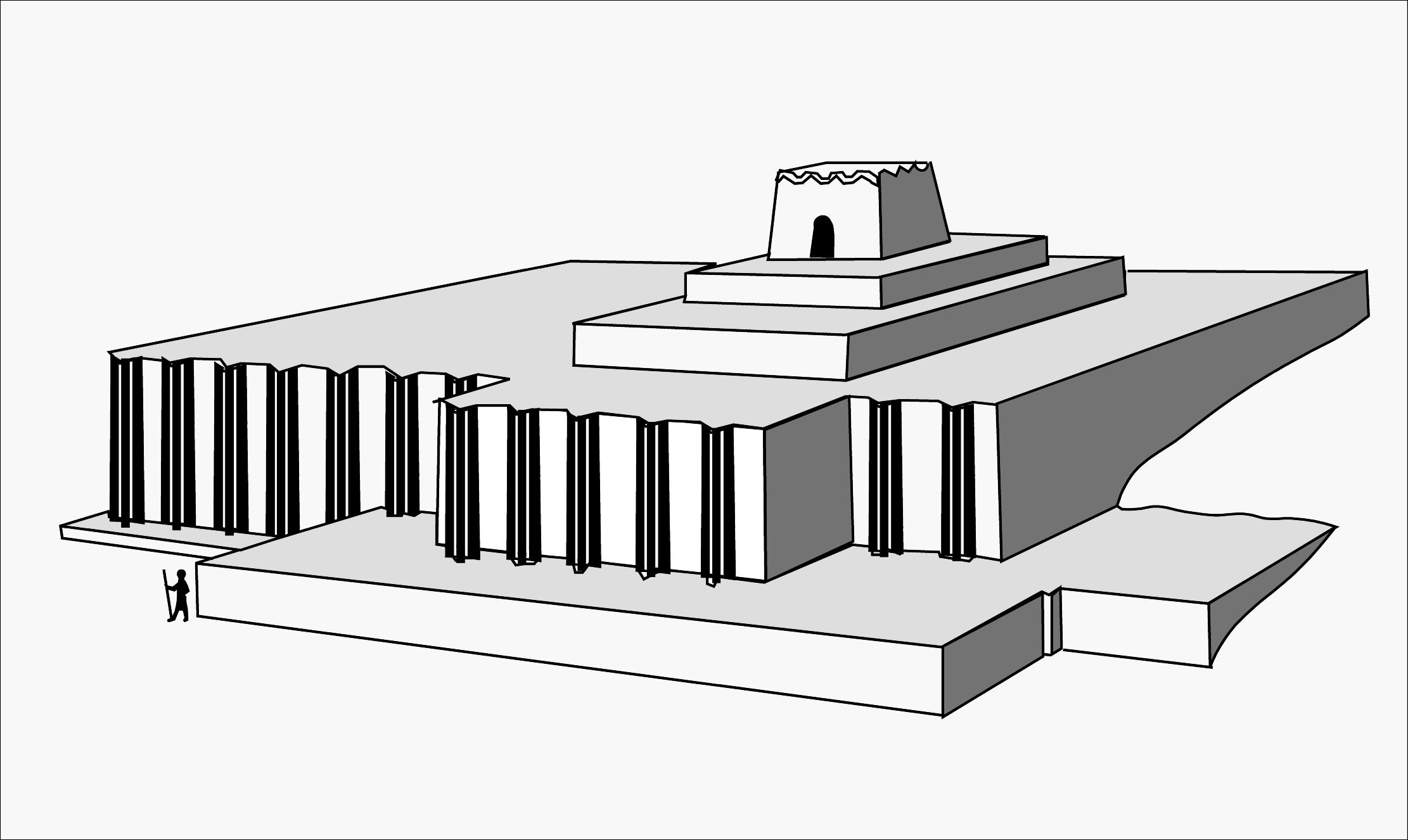
Ziggurat di Altin Tepe, ricostruzione

Il sito è degno di nota per i resti del suo ziggurat. Si trattava di un monumentale complesso religioso con una torre a quattro livelli di tipo ziggurat mesopotamico.

C'erano anche altri collegamenti mesopotamici,
"La civiltà Altin Tepe era in stretto contatto con le culture vicine. Vasi rivestiti di zolfo (Hissar, Tureng Tepe) ovviamente portati dall'Iran nord-orientale sono emersi durante gli scavi nel settore aristocratico."
Namazga V e Altin Tepe erano anche in contatto con la cultura del tardo Harappa (ca. 2000-1600 aC). Ad Altin Tepe sono stati trovati molti oggetti della valle dell'Indo, inclusi oggetti in avorio e sigilli di francobolli di tipo Harappian. Almeno un oggetto conteneva la scrittura harappiana.
Masson (1988) considera la cultura come avente un'affiliazione proto-dravidica. Inoltre, Sarianidi affilia il sito con gli indo-iraniani.

## Carri a due ruote
Modelli di carri a due ruote dal 3000 a.C. sono stati trovati ad Altin Tepe sono la prima prova completa del trasporto su ruote in Asia centrale, sebbene le ruote modello provengano da contesti forse un po' prima. A giudicare dal tipo di imbracatura, inizialmente i carri erano trainati da buoi o da un toro. Tuttavia i cammelli furono addomesticati all'interno del complesso archeologico battriano-margiano. Un modello di carro a quattro ruote trainato da un cammello del 2200 a.C. circa è stato trovato ad Altin Tepe.
Monjukli Tepe, un altro importante insediamento antico si trova nelle vicinanze.